# Nomada gracilicornis
Nomada gracilicornis là một loài Hymenoptera trong họ Apidae. Loài này được Morawitz mô tả khoa học năm 1895.